# Aarre Heinonen
Aarre Heinonen, född 31 juli 1906 i Lahtis, död 28 januari 2003 i Helsingfors, var en finländsk målare.
Heinonen utbildade sig först till farmaceut och tog sånglärarexamen vid Helsingfors konservatorium. Bildkonststudier bedrev han under Väinö Blomstedts ledning vid Helsingfors universitets ritsal 1931–1933 och utomlands vid Académie Royal des Beaux-Arts och dess Institut Supérieur i Antwerpen 1935–1937, i Paris 1934 och Rom 1939.
Han debuterade 1928 och har främst framträtt med stilleben, porträtt och landskap i en förfinad klassicistisk stil i bl.a. fransmännen Bonnards, Brianchons och Oudots efterföljd. Denna stil förmedlade han även till sina elever vid Finlands konstakademis skola där han verkade som lärare och rektor 1941–1956.
Bland Heinonens större arbeten kan nämnas en väggmålning för studentkåren vid Helsingfors handelshögskola 1947. Efter krigen blev han något av en konstambassadör, som med goda språkkunskaper och administrativ förmåga skötte kontakterna med utlandet och verkade som kommissarie bl.a. för en stor vandringsutställning av finländsk konst i Europa 1949–1950. Sin sista stora utställning höll han i Pyhäniemi herrgård 1995. Han förlänades professors titel 1970.